# Joyce Maynard
Daphne Joyce Maynard, ameriška pisateljica, * 5. november 1953. 
Maynardova je poleg svoje literarne kariere znana še po svojem razmerju s pisateljem J. D.-jem Salingerjem. V času njenega razmerja s Salingerjem je imela 18 let, on pa 53. 

## Življenje

### Zgodnje življenje
Maynardova je odrasla v Durhamu, New Hampshire, in obiskovala šolo Oyster River School District in kasneje Akademijo Philips Exeter. Zelo zgodaj je prejela priznanje za svoje delo, saj je v letih 1966, 1967, 1968, 1970 in 1971 osvojila študentsko pisateljsko nagrado The Scholastic Art & Writing Awards. Kot mladenka je redno objavljala v reviji Seventeen. Leta 1971 se je vpisala na Univerzo Yale in nabor svojega pisanja poslala urednikom revije The New York Times Magazine, ki so jo nato naprosili, da bi napisala članek za njih. Članek je res napisala in 23. aprila 1972 so ga objavili pod naslovom An Eighteen Year Old Looks Back On Life (Osemnajstletnica gleda nazaj na svoje življenje). Kmalu zatem je prejela pismo od J. D.-ja Salingerja, ki je bil tedaj star 53 let. Salinger je v pismu pohvalil njeno pisanje in jo posvaril pred nevarnostmi publicitete. 

### Razmerje s Salingerjem
Potem ko sta si izmenjala 25 pisem, se je Maynardova po končanem prvem letniku na Univerzi Yale preselila k Salingerju na dom v Cornish, New Hampshire. Tisto jesen se Maynardova nato ni vrnila na Yale in je deset mesecev prebivala na Salingerjevem domu v Cornishu kot njegova gostja. V tem času je tudi dokončala svojo prvo knjigo, Looking Back, spomine, ki so izšli leta 1973. Zveza se je naenkrat končala, kot je povedal Salinger svoji hčerki Margaret na družinskem izletu, ker je Maynardova želela otroke, on pa je čutil, da je prestar. V svoji avtobiografiji je sicer Maynardova prikazala drugačno sliko, rekoč da je Salinger nenadoma prekinil njuno zvezo in je ni želel sprejeti nazaj. Maynardova je, da bi bila z njim, prenehala obiskovati Univerzo Yale in se celo odpovedala štipendiji. Študija ni Maynardova nikoli dokončala. 
V 80. letih je Maynardova s prihodki od prihajajoče knjige kupila hišo in sama živela v mestu Hillsboro, New Hampshire. Dve leti kasneje se je poročila, njej in izbrancu so se rodili trije otroci. Med svojim bivanjem v Hillsboroju je napisala roman o ljudeh, ki živijo v majhnih mestih. 

### Zrela dela
Maynardova je občutila zvezdniško slavo leta 1992, ko je izšel njen roman Ženska za umret, ki se je naslanjal na resnično zgodbo Pamele Stuart. Roman so leta 1995 predelali v istoimenski film, v katerem so nastopili Nicole Kidman, Matt Dillon in Joaquin Phoenix, film je režiral Gus Van Sant. Ob koncu 90. let je Maynardova postala prva avtorica, ki je vsakodnevno komunicirala s svojimi bralci. To je počela preko internetnega foruma The Domestic Affairs Message Board (DAMB).
Maynardova dolgo časa ni želela govoriti o svojem razmerju s Salingerjem ali ga omenjati v svojih delih, a je nato leta 1999 prekinila molk s knjigo spominov At Home In the World: A Memoir. Poleg drugih nediskretnosti je v knjigi opisano, da sta se z materjo posvetovali glede načina, kako ugajati starajočemu pisatelju, in da se je zato Maynardova v času njune zveze oblačila kot otrok. Prav tako je Maynardova v knjigi zelo podrobno opisala njun odnos. Istega leta je Maynardova priredila dražbo serije pisem, ki ji jih je napisal Salinger. V sledeči kontroverznosti je Maynardova izjavila, da je bila zaradi finančnih težav (in univerzitetne izobrazbe njenih otrok) prisiljena ponuditi pisma na dražbi in da bi jih sama raje podarila Beineckejevi knjižnici. Na dražbi je zmagal razvijalec programske opreme Peter Norton, ki je pisma kupil za 156.000 dolarjev. Norton je kmalu po dražbi naznanil, da namerava pisma vrniti Salingerju.
Maynardova je v zadnjem času ustvarjal znotraj različnih žanrov. Tako The Usual Rules (2003) kot The Cloud Chamber (2005) sodita v mladinsko književnost, medtem ko njeno delo Internal Combustion (2006) spada pod neleposlovni žanr resničnega zločina. Čeprav Internal Combustion ni delo leposlovja, ima tematske podobnosti z leposlovnim delom Ženska za umret, saj obravnava primer prebivalke Michigana Nancy Seaman, ki so jo leta 2004 obsodili zaradi umora moža. Leta 2009 je izšel roman za odrasle, naslovljen Labor Day. 
Maynardova in njena sestra Rona (tudi pisateljica in upokojena urednica revije Chatelaine) sta leta 2007 združili svoje moči, da bi preučili svoje sestrstvo. Knjiga spominov Rone Maynard z naslovom My Mother's Daughter je izšla jeseni 2007. 

### Zadnja leta
Maynardova od leta 1996 živi v dolini Mill Valley, Kalifornija. Delala je kot izredna profesorica na univerzi Southern Maine in kot gostujoča profesorica na Kolidžu Sarah Lawrence. Prav tako vodi (in poučuje) vsakoletno pisateljsko delavnico na jezeru Atitlan, Gvatemala. Maynardova del svojega časa preživlja blizu San Marcosa, Gvatemala, kjer je tudi zaposlena za polovični delovni čas. 
Januarja 2010 se je Maynardova znašla na naslovnicah časopisov, ko je njen bivši ljubimec J. D. Salinger umrl naravne smrti, star 91 let. Vendar Maynardova še ni podala nobene izjave glede Salingerjeve smrti.

## Dela

### Leposlovje
- Baby Love (1981)
- Ženska za umret (1992)
- Where Love Goes (1995)
- The Usual Rules (2003)
- The Cloud Chamber (2005)
- Labor Day (2009)

### Neleposlovje
- Looking Back (1973)
- Domestic Affairs (1987)
- At Home In The World (1998)
- Internal Combustion (2006)
- Bad Girls: 26 Writers Misbehave, esej A Good Girl Goes Bad (2007)
- The Face in the Mirror: Writers Reflect on Their Dreams of Youth and the Reality of Age, esej Someone Like Me, but Younger (2009)